# بکسا
بکسا (به عربی: بکسا) یک روستا در سوریه است که در لاذقیه واقع شده‌است. بکسا ۳٬۰۰۱ نفر جمعیت دارد.